# Yes We Can (motto)
Yes We Can (Nederlands: "Ja, we kunnen [het]") is het motto van voormalige president van de Verenigde Staten Barack Obama. Hij gebruikte de leuze in een speech en als slogan tijdens de Amerikaanse presidentsverkiezingen 2008. 

## Navolging
- 2015: Wir schaffen das, een vergelijkbare uitspraak van de Duitse bondskanselier Angela Merkel in verhouding tot migratie.[1]
- 2017: Yes you scan! oproep van de Vlaamse openbare vervoersmaatschappij De Lijn om zwartrijden te ontraden en overstap op digitale abonnementen te stimuleren.[2]